# Ptychostomella orientalis
Ptychostomella orientalis är en djurart som tillhör fylumet bukhårsdjur, och som beskrevs av Lee och Chang 2003. Ptychostomella orientalis ingår i släktet Ptychostomella och familjen Thaumastodermatidae. Inga underarter finns listade i Catalogue of Life.